# جوزيف كوكس
جوزيف كوكس (بالإسبانية: Joseph Cox) (25 يونيو 1994 كولون (بنما) بنما - ) هو لاعب كرة قدم بنمي يلعب كمهاجم.

## وصلات خارجية
- جوزيف كوكس على موقع إي إس بي إن إف سي (الإنجليزية)
- جوزيف كوكس على موقع قاعدة بيانات كرة القدم.إي يو (الإنجليزية)
- جوزيف كوكس على موقع ناشيونال فوتبول تيمز (الإنجليزية)
- جوزيف كوكس على موقع Soccerbase.com (لاعب) (الإنجليزية)
- جوزيف كوكس على موقع Soccerway.com (الإنجليزية)
- جوزيف كوكس على موقع عالم كرة القدم.نت (الإنجليزية)